# 헤나투 아라강

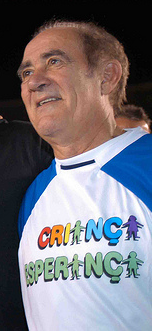
헤나투 아라강

안토니우 헤나투 아라강(Antônio Renato Aragão, 1935년 1월 13일 ~ )은 브라질의 희극인이다. TV 프로그램인 우스 트라팔룡이스(Os Trapalhões)로 유명하다.